# Дрянная девчонка (фильм, 2001)
«Дрянная девчонка» или «Моя своенравная девчонка», «Она со странностями» (кор. 엽기적인 그녀) — южнокорейская романтическая комедия режиссёра Квак Чэёна. Премьера состоялась 27 июля 2001 года. Фильм повествует о встрече молодого человека с пьяной девушкой на ж/д станции, которая меняет его жизнь. Кинолента, по-видимому, основана на реальной истории, которая размещена в ряде интернет-блогов, написанных Ким Хо Сиком, а затем адаптирована в роман.
Фильм пользовался большим успехом в Южной Корее и отметился наивысшими сборами среди корейских комедий. Во время премьерного показа фильма в Восточной Азии он стал хитом во всём регионе.
В августе 2008 году вышел американский ремейк от режиссёра Яна Самюэля, где главную роль сыграли Элиша Катберт и Джесси Бредфорд; также в августе этого года вышел индийский ремейк под названием Странная парочка (Ugly Aur Pagli). В апреле 2008 года вышла в прокат японская адаптация: драма с Цуёси Кусанаги и Реной Танакой. В 2010 году китайский кинорежиссёр Джо Ма снял сиквел пол названием Дрянная девчонка 2 (我的野蠻女友2), в главной роли с Линн Хунг и Леон Джей Уильямс. В 2013 году режиссёром Сакеном Жолдасом был снят казахстанский ремейк, который называется Он и Она (Сен және Мен). В главных ролях сыграли Жандос Айбасов и Динара Бактыбаева.

## Сюжет
Фильм состоит из трёх частей: первой, второй и эпилога. Первая и вторая часть представлена в виде рассказа от имени главного героя. Первая часть начинается с рассказа Кён У (Чха Тхэхён) об его встрече с некой девушкой (Джианна Чон) в метро, которая была жутко пьяна. Затем они ближе знакомятся и начинают общаться. Она в свою очередь вовлекает его в разные переделки. Вторая часть повествует о начале их отношений, чередуясь с весельем. Однажды она попросила его подарить розу на годовщину, принеся к ней в школу на выступление. Она дважды переставала с ним общаться после встречи Кён У с её родителями, но всё же вновь звонила. Девушка предлагает написать ему письмо о своих чувствах, они зарывают капсулу времени, чтобы через два года проверить свои чувства. Эпилог рассказывает о расставании молодых людей. Спустя два года она не пришла на место встречи. Ища друг друга, они встречаются благодаря тёте Кён У, которая, не зная об их знакомстве, устроила им свидание.

## В ролях
- Чха Тхэхён — Кёну
- Джианна Чон — девчонка
- Ким Инмун — отец Кёну
- Сон Оксук — мать Кёну
- Хан Джинхи — отец девушки
- Ян Гымсок — тётя Кёну

## Награды и номинации
| Награда                             | Награждён за                                                             |
| ----------------------------------- | ------------------------------------------------------------------------ |
| 2003 Hong Kong Film Awards          | лучший азиатский фильм                                                   |
| 2003 Hochi Film Awards              | лучший фильм на иностранном языке                                        |
| 2002 Grand Bell Awards              | лучшая актриса — Джианна Чон лучший адаптированный сценарий — Квак Чэ Ён |
| 2003 Fant-Asia Film Festival        | наиболее популярный фильм                                                |
| 2001 Blue Dragon Awards             | лучший новый актёр — Чха Тхэ Хён                                         |
| 2004 Awards of the Japanese Academy | номинирован на лучший иностранный фильм                                  |

## Критика
Рецензия-опрос веб-сайта Rotten Tomatoes показала, что 58 % аудитории дали положительный отзыв о фильме.

## Саундтреки
Музыкальное сопровождение фильма состоит из 21 аудиозаписи. Корейская песня «I Believe» в исполнении Син Сынхуна (신승훈) — главная песня фильма, которая была переведена на ряд языков Азии.
| №   | Название                                                | Исполнитель     | Длительность |
| --- | ------------------------------------------------------- | --------------- | ------------ |
| 1.  | «Intro»                                                 |                 | 0:27         |
| 2.  | «I Believe»                                             | Син Сынхун      | 4:41         |
| 3.  | «Love & Longing»                                        |                 | 3:00         |
| 4.  | «Episode 1»                                             |                 | 2:02         |
| 5.  | «비내리는 밤 (Rainy Night)»                             |                 | 4:04         |
| 6.  | «Hands Of Time»                                         | Ueda Masaki     | 3:56         |
| 7.  | «Episode 2 (Bip Bop)»                                   |                 | 1:32         |
| 8.  | «이별준비 (A Stars Preparation)»                        | Ким Джохан      | 4:14         |
| 9.  | «Big Money»                                             | 엑스틴, 빅 머니 | 4:14         |
| 10. | «겨울 나그네 (Winter Traveller)»                        |                 | 2:36         |
| 11. | «Episode 3 (그녀의 생일 Her Birthday)»                  |                 | 0:54         |
| 12. | «자장가 (Lullaby)»                                      |                 | 3:13         |
| 13. | «사랑느낌 (Love Impression)»                            | Чо Гючхан       | 3:47         |
| 14. | «Another Life (Intro)»                                  |                 | 0:47         |
| 15. | «Another Life»                                          | Deen            | 4:02         |
| 16. | «Behind Of You (Instrumental)»                          |                 | 4:53         |
| 17. | «Episode 4 (Reg Time)»                                  |                 | 0:56         |
| 18. | «Lost Memory»                                           |                 | 2:37         |
| 19. | «같은 맘으로 (It's the Same)»                           |                 | 4:19         |
| 20. | «I Believe (With Piano)»                                |                 | 4:45         |
| 21. | «캐논변주곡 - 영화 속 전지현 연주곡 (Canon Variations)» |                 | 4:27         |